# Cladă
Un clad sau o cladă (greacă clados / κλάδο, κλάδος - ramură, tulpină, mlădiță), în cladistică, este o ramură (sau grup monofiletic) a unui arbore filogenetic conținând toate organismele descendente dintr-un strămoș comun, care nu este strămoșul altor membri ai grupului.
Aceasta este unitatea de bază a clasificării cladistice care înceracă să înlocuiască clasificarea Linnaeană (sau tradițională), care atribuie rangurile pentru clasificarea taxonomică a ființelor vii (clase, ordine, familii, etc.). Termenul de cladă a fost inventat de biologul britanic Julian Huxley în 1958.
În biologia sistematică, o cladă este o ramură a arborelui vieții. Clasificarea filogenetică actuală recunoaște numai clade sau taxoni monofiletici (numiți, de asemenea, și taxoni holofiletici).